# Ostré (vojenský újezd Hradiště)
Ostré (německy Westrum) je zaniklá vesnice ve vojenském újezdu Hradiště v okrese Karlovy Vary. Stávala v Doupovských horách šest kilometrů jižně od Klášterce nad Ohří v nadmořské výšce okolo 600 metrů.

## Název
Název vesnice se v historických pramenech objevuje ve tvarech: Westrem (1488), Westrum (1591), Westrumb (1654) a Westrum (1787).

## Historie
První písemná zmínka o Ostrém je z roku 1488, kdy byla vesnice v deskách dvorských označena jako pustá u panství hradu Egerberk. Spolu s hradem ji roku 1623 jako pobělohorský konfiskát koupil Kryštof Šimon Thun a připojil ke Klášterci nad Ohří. Po třicetileté válce ve vsi podle berní ruly z roku 1654 žili dva sedláci, pět chalupníků a jeden poddaný bez pozemků. Na kopcovitých neúrodných polích pěstovali žito, ale hlavním zdrojem obživy byl chov dobytka a práce v okolních lesích.
Vesnice měla půdorys okrouhlice. Do roku 1846 vzrostl počet domů ve vsi na patnáct a žilo v nich 75 obyvatel. Po zrušení patrimoniální správy se Ostré stalo roku 1850 obcí, ale už v roce 1869 bylo osadou Radnice. Tam byla také pošta, škola a sídlo farnosti. Ve druhé polovině devatenáctého století se v Ostrém pěstovaly brambory, pícniny a malé množství žita a ječmene. V období 1914–1924 ve vsi pracovala dámská krejčová, ale z dalších služeb byla k dispozici jen trafika.
Vesnice zanikla vysídlením v důsledku zřízení vojenského újezdu během třetí etapy rušení sídel. Úředně byla zrušena k 15. květnu 1954.

## Přírodní poměry
Ostré stávalo v katastrálním území Žďár u Hradiště (původní katastrální území vesnice měřilo 2,08 km²) v okrese Karlovy Vary, asi čtyři kilometry jihovýchodně od Kotviny. Nacházelo se v nadmořské výšce okolo 590 metrů v údolí na jihovýchodním úbočí vrchu Plešivec (661 metrů). Oblast leží v severní části Doupovských hor, konkrétně v jejich okrsku Jehličenská hornatina. Půdní pokryv tvoří v širším okolí kambizem eutrofní. Místem, kde vesnice stávala, protéká drobný pravostranný přítok Donínského potoka.
V rámci Quittovy klasifikace podnebí Ostré stálo v mírně teplé oblasti MT3, pro kterou jsou typické průměrné teploty −3 až −4 °C v lednu a 16–17 °C v červenci. Roční úhrn srážek dosahuje 600–750 milimetrů, počet letních dnů je 20–30, počet mrazových dnů se pohybuje od 130 do 160 a sněhová pokrývka zde leží 60–100 dnů v roce.

## Obyvatelstvo
Při sčítání lidu v roce 1921 zde žilo 64 obyvatel (z toho třicet mužů) německé národnosti, kteří byli kromě dvou evangelíků římskými katolíky. Podle sčítání lidu z roku 1930 měla vesnice 59 obyvatel německé národnosti. S výjimkou dvou lidí bez vyznání se hlásili k římskokatolické církvi.
|           | 1869 | 1880 | 1890 | 1900 | 1910 | 1921 | 1930 | 1950 |
| --------- | ---- | ---- | ---- | ---- | ---- | ---- | ---- | ---- |
| Obyvatelé | 60   | 94   | 79   | 68   | 69   | 64   | 59   | 16   |
| Domy      | 14   | 15   | 16   | 14   | 14   | 13   | 14   | 10   |